# Diocesi di Gumaca
La diocesi di Gumaca (in latino Dioecesis Gumacana) è una sede della Chiesa cattolica nelle Filippine suffraganea dell'arcidiocesi di Lipa. Nel 2023 contava 909.321 battezzati su 1.070.269 abitanti. È retta dal vescovo Euginius Longakit Cañete, M.J.

## Territorio
La diocesi comprende la parte sud-orientale della provincia filippina di Quezon sull'isola di Luzon.
Sede vescovile è la città di Gumaca, dove si trova la cattedrale di San Diego di Alcalá.
Il territorio si estende su 3.666 km² ed è suddiviso in 29 parrocchie.

## Storia
La diocesi è stata eretta il 9 aprile 1984 con la bolla Iure meritoque di papa Giovanni Paolo II, ricavandone il territorio dalla diocesi di Lucena.

## Cronotassi dei vescovi
Si omettono i periodi di sede vacante non superiori ai 2 anni o non storicamente accertati.
- Emilio Zurbano Marquez (15 dicembre 1984 - 4 maggio 2002 nominato vescovo coadiutore di Lucena)
- Buenaventura Malayo Famadico (11 giugno 2003 - 25 gennaio 2013 nominato vescovo di San Pablo)
  - Sede vacante (2013-2015)
- Victor de la Cruz Ocampo † (12 giugno 2015 - 16 marzo 2023 deceduto)
- Euginius Longakit Cañete, M.J., dal 30 settembre 2024

## Statistiche
La diocesi nel 2023 su una popolazione di 1.070.269 persone contava 909.321 battezzati, corrispondenti all'85,0% del totale.
| anno | popolazione | popolazione | popolazione | presbiteri | presbiteri | presbiteri | presbiteri                | diaconi | religiosi | religiosi | parrocchie |
| anno | battezzati  | totale      | %           | numero     | secolari   | regolari   | battezzati per presbitero | diaconi | uomini    | donne     | parrocchie |
| ---- | ----------- | ----------- | ----------- | ---------- | ---------- | ---------- | ------------------------- | ------- | --------- | --------- | ---------- |
| 1990 | 549.000     | 584.000     | 94,0        | 26         | 26         |            | 21.115                    |         |           | 20        | 21         |
| 1999 | 675.277     | 722.421     | 93,5        | 47         | 47         |            | 14.367                    |         |           | 49        | 23         |
| 2000 | 685.822     | 735.289     | 93,3        | 50         | 50         |            | 13.716                    |         |           | 46        | 23         |
| 2001 | 694.850     | 746.055     | 93,1        | 53         | 53         |            | 13.110                    |         |           | 60        | 23         |
| 2002 | 705.958     | 758.274     | 93,1        | 55         | 55         |            | 12.835                    |         |           | 67        | 23         |
| 2003 | 717.833     | 795.156     | 90,3        | 50         | 50         |            | 14.356                    |         |           | 63        | 23         |
| 2004 | 726.827     | 829.157     | 87,7        | 50         | 50         |            | 14.536                    |         |           | 78        | 23         |
| 2006 | 751.000     | 882.818     | 85,1        | 55         | 55         |            | 13.654                    |         |           | 77        | 23         |
| 2013 | 895.000     | 1.008.000   | 88,8        | 58         | 58         |            | 15.431                    |         |           | 65        | 29         |
| 2016 | 855.697     | 981.699     | 87,2        | 68         | 68         |            | 12.583                    |         |           | 68        | 29         |
| 2019 | 884.174     | 1.023.260   | 86,4        | 66         | 66         |            | 13.396                    |         |           | 70        | 29         |
| 2021 | 895.457     | 1.041.646   | 86,0        | 67         | 67         |            | 13.365                    |         |           | 64        | 29         |
| 2023 | 909.321     | 1.070.269   | 85,0        | 67         | 67         |            | 13.571                    |         |           | 62        | 29         |